# Калово
Калово (болг. Калово) — село в Бургасской области Болгарии. Входит в состав общины Малко-Тырново. Находится примерно в 17 км к северу от центра города Малко-Тырново и примерно в 41 км к югу от центра города Бургас. По данным переписи населения 2011 года, в селе  проживало 33 человека, преобладающая национальность — болгары.

## Население
| Год     | 1934 | 1946 | 1956 | 1965 | 1975 | 1985 | 1992 | 2001 | 2011 |
| ------- | ---- | ---- | ---- | ---- | ---- | ---- | ---- | ---- | ---- |
| Жителей | 185  | 254  | 368  | 124  | 18   | 21   | 45   | 52   | 33   |

|  |